# Anne de Bohême (1290-1313)
 (novembre 2024).
Pour les articles homonymes, voir Anne de Bohême.
Anne de Bohême (en tchèque : Anna Přemyslovna), née le 15 octobre 1290 à Prague et morte le 3 septembre 1313 en Carinthie, est une princesse issue de la dynastie des Přemyslides, fille du roi Venceslas II de Bohême et de Judith de Habsbourg. Elle fut reine consort de Bohême en 1306 et à nouveau de 1307 à 1310, par son mariage avec Henri de Goritz.

## Biographie
Aînée des filles survivantes du prince Venceslas II (1271-1305), roi de Bohême à partir de 1297, et de sa première femme, Judith de Habsbourg (1271-1297), Anne naît en 1290 à Prague, capitale du royaume de Bohême. Elle a pour frère aîné Venceslas III tandis que ses sœurs cadettes sont Élisabeth de Bohême et Marguerite de Bohême. Sa mère, Judith, une fille de Rodolphe de Habsbourg, roi des Romains, et de sa première femme, Gertrude de Hohenberg, meurt en 1297 quand Anne n'est âgée que de sept ans. Des dix enfants qu'elle a mis au monde, seuls quatre arriveront à l'âge adulte : Venceslas, Anne, Élisabeth et Marguerite.
En 1300, le roi Venceslas II se fiance avec une princesse polonaise du nom d'Élisabeth Ryksa, de la dynastie des Piast, qui lui apporte la couronne de Pologne, qu'il conserve jusqu'à sa mort le 21 juin 1305. Ils ont une fille ensemble, Agnès. Venceslas II aura également de nombreux enfants illégitimes, dont Jan Volek († 27 septembre 1351), évêque d'Olomouc.
Le 13 février 1306 à Prague, Anne épouse en grande pompe Henri de Goritz, duc de Carinthie et comte de Tyrol, fils de Meinhard de Goritz et d'Élisabeth de Bavière. La sœur d'Anne, Élisabeth, vivait depuis quelques années dans un couvent proche du château de Prague, auprès de sa tante, Cunégonde, qui exerce un fort ascendant sur la jeune princesse. Marguerite, la cadette âgée de dix ans, avait déjà été fiancée à Bolesław III le Prodigue, duc de Wrocław. En fait, le mariage d'Anne et Henri reste sans enfants ; une fille décède quelques mois après la naissance. 
À la suite de l'assassinat de son frère Venceslas III, dernier représentant mâle des Přemyslides, le 4 août 1306, son mari Henri est élu roi de Bohême et roi titulaire de Pologne. Cette accession, toutefois, se heurte à la ferme résistance du roi Albert Ier de Habsbourg qui tente de prendre le contrôle de la Bohême et soutient la candidature de son fils Rodolphe III. Le 16 octobre, Rodolphe épouse Élizabeth Ryksa, la veuve du roi Venceslas II, à la cathédrale Saint-Guy de Prague et il reçut le royaume en fief impérial des mains de son père.
Proscrits, Anne et son mari ont dû fuir vers la Carinthie. Néanmoins, Rodolphe ne profite que quelques mois de sa nouvelle situation et décède un an plus tard, le 4 juillet 1307. Faisant fi des prétentions à l'héritage des Habsbourg, Anne et Henri remontent sur le trône de Bohême avec un large soutien des nobles. Le couple royal tourne son attention vers Élisabeth, la jeune sœur d'Anne, songeant tout d'abord à la marier à Otton de Lobdeburg, seigneur de Burgau. Mais Élisabeth s'est attiré les foudres d'Anne alors qu'elle refuse tous les prétendants qui lui sont présentés.
Le règne de Henri de Goritz suscite l'opposition croissante de la noblesse. En même temps, le roi Henri VII de Luxembourg qui a succédé à Albert Ier de Habsbourg, s’intéresse lui aussi à la Bohême. Le 30 août 1310 il marie son fils Jean, âgé de quatorze ans, à Élisabeth qui en a dix-huit. Anne et Henri sont destitués et ont dû quitter le pays le 9 décembre, trouvant de nouveau refuge en Carinthie. La reine avait d'abord invoqué, sans succès, l'aide de Pierre d'Aspelt, l'archevêque de Mayence. Le 11 février 1311, l'ecclésiastique couronna Jean de Luxembourg roi de Bohême au Hradčany. 
Anne ne revient jamais dans sa patrie. Elle décède trois ans plus tard, le 3 septembre 1313, à l'âge de vingt-deux ans, et est enterrée au couvent des Dominicains de Bolzane. Son mari se remarie deux fois :
- avec Adélaïde (1285-1320), une fille du duc Henri Ier de Brunswick-Grubenhagen, dont il n'a qu'une fille unique, Marguerite de Carinthie (1318-1369), dite Maultasch, comtesse de Tyrol de 1335 à 1363 ;
- en 1328, avec Béatrice († 1331), fille cadette du comte Amédée V de Savoie, sans enfants.

Henri de Goritz est décédé au château de Tirol le 2 avril 1335.